# Compassion & Choices
Compassion & Choices es una organización estadounidense sin ánimo de lucro que busca la mejora de los derechos de los pacientes y la elección individual del fin de la vida, lo que incluye acceso a la ayuda médica.
Su función principal es la defensa de las opciones del acceso a las medidas para el fin de la vida, lo que incluye ayuda médica al morir.
Con más de 65 000 socios y campañas en nueve estados, es la mayor organización de este tipo en Estados Unidos.

## Programa de consulta
Compassion & Choices provee consulta para personas que lo necesitan y sus familias sin coste alguno. Los consultores profesionales y los voluntarios trabajan tanto por teléfono como en persona para ofrecer asistencia haciendo referencias a servicios locales, lo que incluye hospicios, grupos de apoyo específicos para la enfermedad, consejos sobre el manejo adecuado del dolor y los síntomas e información sobre métodos seguros, efectivos y legales para ayudar a morir.
El trabajo de esta organización aparece en el documental How to Die in Oregon que ganó en 2011 el premio del Jurado en el festival de Sundance.